# Kaleido Star
A Kaleido Star (カレイドスター; Kareido Szutá; Hepburn: Kareido Sutā) japán animesorozat, amely egy Japánból az Egyesült Államokba érkező fiatal lány, Sora Naegino kalandjairól szól. Sora gyerekkori álma, hogy a világhírű cirkusz, a Kaleido Színpad tagja lehessen. Az animét 2003-ban készítette a Gonzo stúdió, ami olyan ismert animéket dobott még piacra, mint a Last Exile, Trinity Blood – Vér és kereszt vagy a Black Cat. Az első évadot Szató Dzsunicsi, a mahó sódzso nagymestere (Sailor Moon, Princess Tutu, Romeo x Juliet), a második évadot Hiraike Josimasza rendezte, a forgatókönyvet Josida Reiko írta. A sorozat rögtön animeként született meg. Magyarországon az RTL rendelte be, először az A+ vetítette 2006-ban, majd szintén 2006-ban az RTL is levetítette, később pedig az Animax és az AXN Sci-Fi is sugározta. Az RTL a Kölyökklubban kezdte vetíteni, majd több részt átsorolt 12+ korhatáros vetítésbe. (Ezt azonban az újságok nem jelezték.) A 2004-2009 közötti évek korszakában az RTL általában kétszer vetített le animéket, de ezt nem ismételte meg. Helyette rendszeresen az A+ és az Animax vetítette folyamatosan.
Az anime sikerét mutatja, hogy 2004 és 2006 között három OVA (melyből kettőt hazánkban is sugároztak), egy rádióműsor, 2007-ben egy mangasorozat és 2006 telén egy regény is készült belőle.

## A történet

### Első évad
A történet főszereplője, Sora Naegino, a japán származású lány tehetséges akrobata, akit már gyermekkorában megbabonázott a világhírű Kaleido Színpad. 16 évesen Japánból az Egyesült Államokba utazik, hogy valóra váltsa gyermekkori álmát, és a Kaleido Társulat legjobb akrobatájává váljon. Azonban már a legelején nehézségekbe ütközik: eltéved a városban, belebotlik egy titokzatos idegenbe, a táskáját ellopja egy tolvaj, és amikor akrobatikus mutatványaival leteríti a bűnözőt, elveszett gyereknek titulálva elviszi a rendőrség. Egy kedves rendőr, Jerry elfuvarozza a Kaleido Színpadhoz, azonban Sora végül lekési a meghallgatást. Példaképe, Layla Hamilton azt tanácsolja neki, menjen vissza Japánba.
Ken, a színpad menedzsere megsajnálja Sorát, ezért úgy dönt, körbevezeti a színfalak mögött. Azonban a színpad egyik előadóját baleset éri, és a cirkusz igazgatója, Kalos Eido felajánlja Sorának a lehetőséget, hogy szerepeljen. Az előadás alatt rengeteget hibázik, Layla emiatt megszégyeníti és hazaküldi a lányt, de Kalos végül munkát ajánl neki a színpadnál, és elmondja Laylának, hogy nagy reményeket fűz Sorához: „Van egy olyan érzésem, hogy hamarosan csak azért fognak jönni az emberek, hogy őt láthassák.”
Innentől kezdve Sora is a színpad akrobatája, de mivel nem szabályosan válogatták be, ezért a legtöbb előadó – köztük Layla is – elégedetlen a lánnyal. A színpad menedzsere, Ken Robbins, a két előadó, Anna Heart és Mia Guillem, valamint az egyik díszletmunkás kislánya, Marion Benigni támogatásával, továbbá kemény munkával és eltökéltséggel Sora lassan kivívja mások elismerését. Ez jó alkalmat ad önmaga megismerésére is. Idővel egyre nagyobb szerepeket kap, és Laylával is összebarátkozik. Sora az első éjszakáján találkozik Fantommal, a színpad szellemével. Fantom szerint ő a kiválasztott, aki arra hivatott, hogy valami nagy tettet hajtson végre a Kaleidonál.
Azonban Laylán egyre nagyobb a nyomás az apja által, aki szebb karriert szán neki, a kulisszák mögött áskálódás folyik a színpad ellen, egy bennfentes pedig azt tervezi, hogy átveszi és bezáratja a Kaleido Színpadot. Sora győztes személyiségére, a kemény munkára és közeli barátaira támaszkodva mindent megtesz, hogy a felszínen tartsa a cirkuszt.

### Második évad
Ebben az évadban Sora egyedül tér vissza a színpadra a Legendás ugrás után, Layla válla ugyanis olyan komolyan megsérült a mutatványra való felkészülés közben, hogy többé nem szerepelhet. A tény, hogy Layla visszavonult az akrobatikától, és a Broadwayen kezdett új karrierbe, enyhén csökkenti a Kaleido Színpad nézettségét, ezért Kalos szerződtet egy új, világhírű artistát, Leon Oswaldot. Első látásra úgy tűnik, Sora emlékezteti valakire a férfit, ezért hol nagyon durva, hol igazán kedves vele. Ennek ellenére Leon nem helyesli, hogy Sora egy színpadon szerepeljen vele, és nem hajlandó elismerni őt partneréül. Ekkor bukkan fel May Wong, a színpad új meghallgatásán legjobb eredményt elért, kínai lány, aki megkérdőjelezi Sora helyét, és párbajra hívja őt, hogy Leon partnere és a következő Layla Hamilton lehessen.
Sora elsődleges célja az évadban, hogy részt vegyen a következő Cirkuszfesztiválon Párizsban, amit az előző évben példaképe, Layla és partnere, Yuri Killian nyertek meg. A versenyzők azonban mindent megtesznek a győzelem érdekében: árulás, megtévesztés, gyűlölet, irigység, egymás fizikai és szóbeli támadása. A hangulat, a többiek hozzáállása lerombolja Sora gondtalan, optimista, idealista elképzeléseit a versenyről, és a nyomás alatt megtörve félbehagyja az Angyalok táncát, csalódást okozva ezzel a környezetének, legfőképpen Laylának.
Az évad elsősorban Sora önmagára találására, kételyeire és az új álmai felépítésére helyezi a hangsúlyt. Számtalan próba és kudarc után Sora végső céljává az válik, hogy ő legyen az igazi Kaleido sztár úgy, hogy egy szórakoztató, vidám, konfliktusoktól mentes színpadot hoz létre, ahol mindenki jól érzi magát, mindezt párbajok és mások eltiprása nélkül. A Párizsban tapasztalt világ teljes ellentétét szeretné megteremteni, és ehhez le kell térnie a Layla által kitaposott útról.

### A szomorú hercegnő
A sorozat első OVA-ja, mely A hattyúk tava premierje után nem sokkal játszódik. A Kaleido társulat egy új műsoron dolgozik, és a főszerepet ezúttal Rosetta kapja. Egy hercegnőt kell eljátszania, aki nem tud mosolyogni, de a bolondja, akit Sora alakít, mindent megtesz, hogy visszahozza a mosolyát. A forgatókönyvet Mia találta ki, egy festmény ihlette meg, mert a rajta szereplő hercegnő nagyon hasonlított Rosettára, a háttérben megbújó bolond pedig Fantomra (a történet szerint Rosetta ebben a részben már látja a színpad szellemét).
A tehetséges Rosetta átérzi a hercegnő szerepét, ezért túl könnyedén veszi a feladatot, mégis komoly nehézségekbe ütközik, amikor őszintén kéne mosolyognia, és ezt Sora is megjegyzi: „Szerintem sem volt valami meggyőző az alakításod. Azt mondtad, hogy a hercegnő egy az egyben olyan, mint amilyen te voltál, amikor idejöttél. Jól emlékszem a mosolyodra a diabolopárbajunk után, az olyan őszinte és életvidám volt, ellenben ez a mostani olyan hamis.” Rosetta nem bírja a nyomást, és amikor nem látja többé Fantomot, csalódottságában elszökik a színpadtól. Rosetta képes lesz újra játszani? Mi köti Fantomot A hercegnő és a bolond című festményhez?

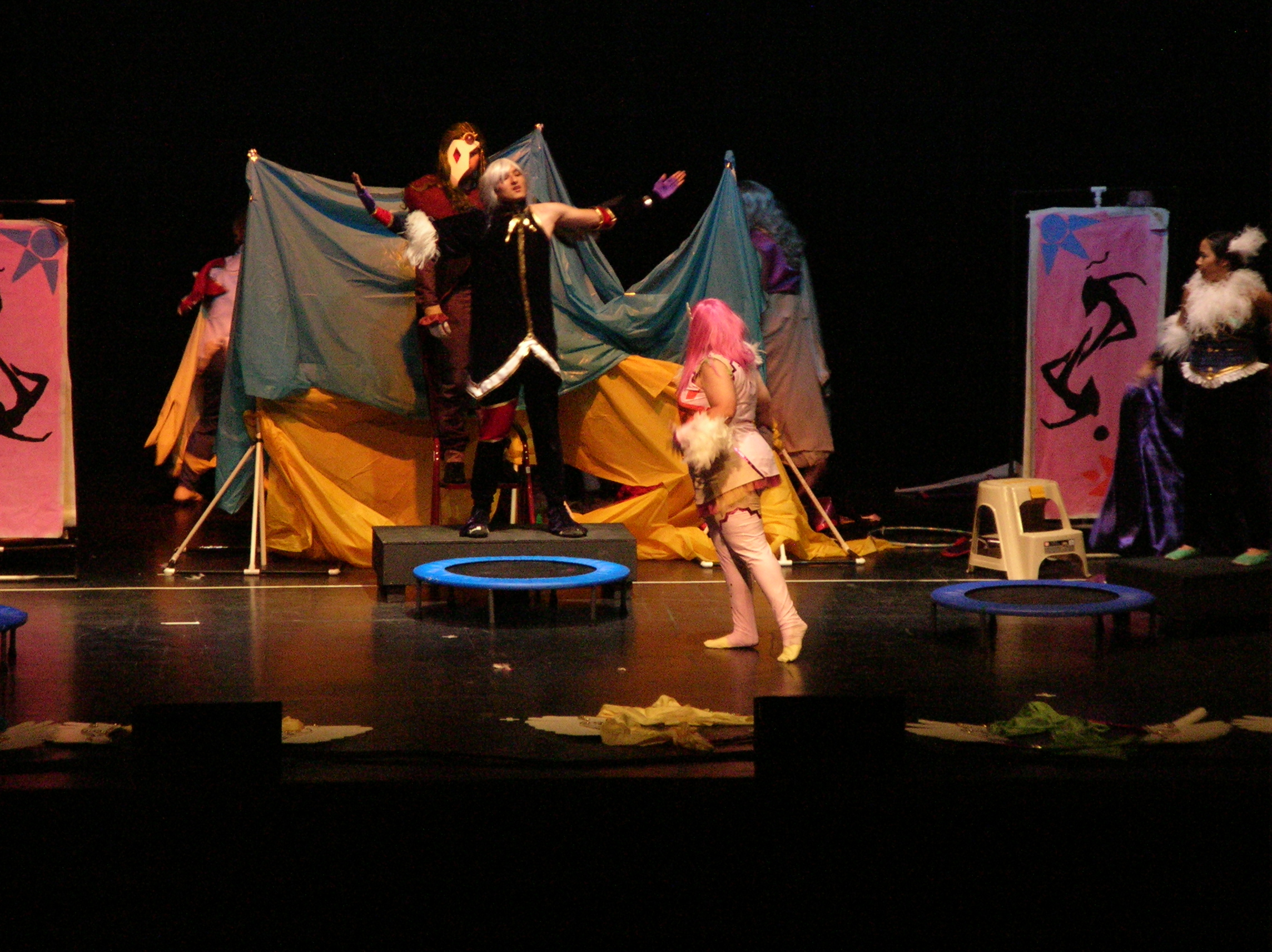
A külföldi Project Victory Cosplay Színház bemutatja a Kaleido Star témájú előadását a kaliforniai FanimeConon, 2010-ben.

### A feltámadt főnix
A sorozat második, 50 perces OVA-ja, amely az anime cselekménye után nem sokkal játszódik. A hattyúk tava hosszú ideje fut már, a nézők kezdik összemosni Sorát Odette szerepével, ezért Kalosék új műsort tűznek ki. Az Aranyfőnix Layla és Sora előadásában, két különböző értelmezésben kerül hamarosan színpadra a Kaleido Színpadon és a Broadwayen egy időben. Layla azonban elégedetlen a teljesítményével, ezért ott hagyja a próbákat és világgá indul a kerékpárján, hogy újra meglelje önmagát. Még Sora sem találta meg a saját főnixét, ezért amikor hall Layla szökéséről, azonnal New York-ba indul Kennel és May-jel, hogy segítsen a keresésben.
Layla utazása során különböző emberekkel találkozik, visszaemlékezik a gyermekkorára és rájön, hogy a gyenge oldalával együtt kell erősnek lennie. Miközben próbálja újra megtalálni önmagát, átgondolja a Sorával töltött időt is, és arra is rájön, hogy a lány olyan volt számára, mint egy múzsa, aki nagyban hozzájárult a jellemfejlődéséhez. A rajongók ezt a kinyilatkoztatását különbözőképpen értelmezik. Amint ezek tudatosulnak benne, Layla képes lesz újjászületni, amit egy szimbolikus hajvágással koronáz meg. Közös emlékeik felidézése közben Sora is rálel a saját főnixére, mely nagyobb és hatalmasabb, mint Layláé.
Az epizód végén két különböző Aranyfőnix újjászületését látjuk. Sora és Layla az alábbi szlogennel zárja le az animesorozatot: „A sors szárnyai elröpítenek mindenkit.”

### Good da yo! Goood!!
A Good da yo! Goood!! című 26 perces OVA 2006-ban készült el, teljes mértékben számítógépes grafikával. A CGI technikát és a super deformed (SD) stílusban készült karaktereket a legtöbb rajongó nehezményezte. Az OVA három kisebb történetet dolgoz fel: az első részben May a kínai konyha művészetéből tart leckét Sorának és Laylának, a második részben Rosetta diabolózni tanítja Kent, az utolsóban pedig Marion és Jonathan szórakoztatják a közönséget.
Az OVA az animesorozat második openingjével, a Jakuszoku no baso e című dallal indul, amit Jonekura Csihiro helyett ezúttal a karakterek szinkronhangjai énekelnek. A DVD, amin a rész megjelent, tartalmaz még egy 50 perces riportfilmet is a Kaleido Star készítőivel.

## A sorozat megszületése és az alkotói folyamat

### Műfaji sajátosságok
Az animesorozat két klasszikus műfaj, a revüfilm és a fejlődésregény keveredése: a cirkuszi előadások világát egy kamaszlány felnőtté válásának drámájával kombinálja. A revüfilm képzeletbeli zenés-táncos műsor megszületését mutatja be látványos elemekkel, az emberi sorsokat nem mellőzve. A műfaj legnagyobb alkotásai az 1940-es években születtek, kiemelkedő alakja Busby Berkeley koreográfus. Ezzel szemben a fejlődésregény a főhős önmegtalálására, lelki fejlődésére koncentrál, és Goethe alkotta meg a Wilhelm Meister tanulóévei című regényével. Fejlődésregénynek tekinthető a Csillagok háborúja két trilógiája, vagy akár a hét kötetet megélt Harry Potter.

### A Kaleido színpad
A színpad felépítése és az alapelgondolás kapcsolatba hozható a valóságban is létező, montréali székhelyű Cirque du Soleil cirkusszal, melynek különlegessége, hogy nagyrészt mozgásművészek, akrobaták, zsonglőrök, légtornászok és komikusok munkájára támaszkodik. Az animesorozat szakmai tanácsadója, Kobajasi Dio szabad előadóművészként többször is fellépett a Cirque du Soleil színpadján. A kaleido elnevezés a színpad igazgatójának nevéből származik: Kalos Eido.
„Ez se nem cirkusz, se nem opera. Nincs benne varázslat, mégis a világ legelismertebb szórakoztatóhelye, és képes bárkit a hatalmába keríteni.” A színpad Kalifornia egy fiktív városában, Cape Maryben található, ami panorámájában feltűnően hasonlít San Franciscóhoz. A Kaleido szíve a nagyszínpad, ahol a legtöbb előadás zajlik; tisztán tartásáról az előadók maguk gondoskodnak. Sora csak akkor jön rá, milyen nagy, amikor társai rásózzák az egész színpad felmosását. A cirkusz rendelkezik egy kinti medencével, amit külön Jonathan, a fóka számára építettek; egy fedetlen színpaddal, mely később a Gyermekszínpadnak ad majd helyet; egy speciális színpaddal a Kis hableány előadásának idejére; valamint több gyakorlóteremmel, és az előadók számára fenntartott szálláshellyel, melynek vezetője a színpad dívája, Sarah Dupont, aki szigorú szabályokkal szeretné elérni, hogy mindenki jól kijöjjön egymással; például az engedélye nélkül tilos bulit szervezni, és a panaszokkal, kérelmekkel is hozzá kell fordulni. A kollégiumban található még egy ebédlő, és több kisebb gyakorlóterem.

## Szereplők

### Sora Naegino (苗木野 そら)
- Kor: 16 év (születésnap: november 23.)[17]
- Származás: Japán
- Szinkronhang: Hirohasi Rjó (japán), Cynthia Martinez (angol), Czető Zsanett[18] (magyar)
- Sora már egészen kiskorában látta a Kaleido társulat egyik előadását, Az Alíz Csodaországbant. Abban a pillanatban beleszeretett. Elragadta magával a fellépők feneketlen boldogsága. Szüleit ezután nem sokkal elveszíti, így nagybácsikája, Chikara és felesége Midori fogadja örökbe. Az új családtag című epizódban megszületik a pár saját gyermeke, Sora testvére, Yume. Sora álma egy csaták nélküli színpad létrehozása amellett, hogy ő maga Kaleido Star legyen. Senki sem hisz benne, mert eddig csak úgy jutottak fel a csúcsra akrobaták, hogy másokat eltapostak, csatát vívtak velük. A Hattyúk Tava c. előadásban azonban Sora álma valóra válik. Legjobb barátnői Mia, Anna, volt osztálytársa Manami, a később tanítványává váló Rosetta, valamint példaképe, későbbi partnere és riválisa Layla.

### Layla Hamilton
- Kor: 18 év (születésnap: augusztus 15.)[17]
- Származás: USA

Rendkívül szép, magas, szőke fiatal hölgy, akit apja filmszínésznőként akar látni, de Layla ragaszkodik a cirkusz porondjához. Édesanyját még kislányként elveszíti, innentől kezdve rideggé válik, mint egy gép. Ő az aranyfőnix, a Kaleido Színpad legfényesebb csillaga, Sora megjelenéséig. Eleinte rivalizál Sorával, majd később barátság alakul ki köztük. Layla volt az egyik legtehetségesebb artista, de a Legendás Ugrás gyakorlása közben elszenvedett sérülésének köszönhetően nem tudta folytatni az artista életet. Ezek után csatlakozik Cathyhez, s a Broadway sztárja lesz. Sokszor meglátogatja Sorát, s szoros kapcsolatot ápolnak. Az utolsó csata című epizódban Az angyalok táncával egymás ellen párbajoznak, amit Sora nyer meg. A Feltámadt Főnix című OVA-ban Layla átalakulása a végéhez ér: elfogadja magát, ridegségét maga mögött hagyja (amikor Soráék megtalálják, hosszú idő után újra sír), Sorával levágatja a haját, a film végén együtt játsszák az Aranyfőnixet, majd pedig az utolsó jelenetben kimegy édesapjával a temetőbe,és virágot visz édesanyja sírjára.
Során és Cathyn kívül legjobb barátja,cselédje,Makkoli Macquire,akivel gyerekkoruk óta ismerik egymást, ugyanis Makkoli édesanyja is a Hamilton-házban dolgozott.
- Szinkronhang: Óhara Szajaka (japán), Sandra Krasa (angol), Haffner Anikó[18] (magyar)

### Mia Guillem
- Kor: 16 év (születésnap: május 20.)[17]
- Származás: Hollandia
- Szinkronhang: Nisimura Csinami (japán), Nancy Novotny (angol), Molnár Ilona[18] (magyar) Sora egyik legjobb barátnője.Eleinte csak artista, később a színpad forgatókönyvírója és rendezője.

### Anna Heart
- Kor: 16 év (születésnap: június 6.)[17]
- Származás: USA
- Szinkronhang: Vatanabe Akeno (japán), Kira Vincent-Davis (angol), Bogdányi Titanilla[18] (magyar) Sora másik legjobb barátnője. Eleinte csak artista, később színpadi bohócszámokat is bemutat. Apja a komikus Jack Baron, akivel sokáig nem találkozik, de a sorozatbeli első találkozásuk végén kibékülnek.

### Ken Robbins
- Kor: 18 év (születésnap: május 15.)[17]
- Származás: USA

A menedzser. Régen ő is a társulat tagja szeretett volna lenni, de a gyenge szíve miatt ez csak álom maradt. Viszont annak ellenére, hogy nem szerepel mindent elkövet, hogy az előadások a lehető legjobbak legyenek. Szerelmes Sorába, s amiben csak tudja támogatja a lányt. Az új családtag című epizódban megismerjük családját is: apja, Ben bútortervező, anyjukája háztartásbeli, és van egy kishúga is, Lucy.
- Szinkronhang: Simono Hiro (japán), John Swasey (angol), Szalay Csongor[18] (magyar)

### Fantom (a színpad szelleme)
Őt csak az láthatja aki képes a Legendás Manőver végrehajtására; bár ez nem teljesen igaz, mivel Jonathan, a fóka is látja őt (Fantom megjegyzése, miszerint „Csak mert látsz engem még nem leszel világsztár!” utalás arra, hogy Jonathannak ezt csupán fejlett érzékszervei teszik lehetővé). Sora kezdetektől látja az apró lényt, ami nem kis fejfájást okoz a lánynak. Fantom egy igen bölcs szellem és igaz barátja Sorának. A szellemnek azonban van egy nagy hibája: nem tud ellenállni a szép lányoknak (ezen tulajdonsága a történet előrehaladtával nagyon sok vicces szituációhoz vezet). Layla először nem látja Fantomot, hiszen eleinte csak egy tehetséges artista, de később rászolgál arra, hogy ő is láthassa.
A hattyúk tava előadás után Rosetta „örökli meg” Fantomot Laylától. A szomorú hercegnő OVA-ban kiderül, hogy Fantom egy egykor élt, udvari bolond szelleme, és hogy szarkasztikus természete, egy igazi érző lelket takar.
- Szinkronhang: Kojaszu Takehito (japán), Jay Hickman (angol), Magyar Bálint[18] (magyar)

### Yuri Killian
- Kor: 18 év (születésnap: március 3.)[17]
- Származás: Oroszország

Ő egy nagyon tehetséges artista aki folyton Laylát követi mert szeretné hogy vele lépjen fel. A második évben tönkreteszi és megszerzi a Kaleido színpadot, hogy így álljon bosszút Kaloson, apja, Arlon Brass haláláért. Az egyik részben a Legendás Manőverre készültek Soráék és egyszer meghívta Laylát, hogy beszéljen vele, de az jött ki belőle, hogy adja elő vele a Manővert. A második évadban a Cirkuszfesztiválon Sora partnere, majd a Kaleido színpad producere. A Régi Tartozás című részben kiderül, hogy ő felelős Leon húga, Sophie haláláért, így régi ellenfelével párbaj révén akarják rendezni konfliktusukat, aminek Sora vet véget.
- Szinkronhang: Csiba Szuszumu (japán), Illich Guardiola (angol), Előd Botond[18] (magyar)

### Sarah Dupont
- Kor: 29 év
- Származás: Anglia

Sarah egy tehetséges énekes, a Kaleido Színpad dívája. Nagyon jó barátságban van Sorával és a többiekkel. 10 éve segített Kalosnak a Kaleido Színpadot létrehozni és azóta is vele dolgozik. Szerelmét a főnök iránt titkolja, ezért nem is igen tudnak róla.
- Szinkronhang: Hiszakava Aja (japán), Luci Christian (angol), Szabó Gertrúd[18] (magyar)

### Kalos Eido
Kalos a társulat vezetője. Régebben bűvész volt, majd pedig egy baleset után megalapította a Kaleido Színpadot. Szerelmes Sarah-ba, csak nincs mersze bevallani. Sora közbenjárásával jön rá, hogy mennyire szereti Sarah-t és később be is vallja neki.
- Szinkronhang: Fudzsivara Keidzsi (japán), Rick Burford (angol), Király Attila[18] (magyar)

### Rosetta Passel
- Kor: 13 év (születésnap: április 4.)[17]
- Származás: Belgium

A legfiatalabb diabolo világbajnok. Állandóan gyakorol és a végén tökéletesen adja elő a számait, de a műsort mégsem élvezi senki, mivel úgy mozog mint egy gép: lelkesedés nélkül. Aztán egyszer fellép Sorával és rájön, hogy lelkesedéssel bármi elérhető. Később visszatér új álmával: artista akar lenni. Sora lesz a tanára. Kalostól kap 3 évet, hogy ő legyen a legjobb artista. Ő pedig mindent belead és szépen fejlődik. Az utolsó részben „megörökli” Fantomot Laylától. A szomorú hercegnő OVA-ban ő a film és a darab főszereplője.
- Szinkronhang: Mizuhasi Kaori (japán), Serena Varghese (angol), Fésűs Bea (magyar)

### Rendőr Bácsi (Jerry)
Sora első számú rajongója, akit az első epizódban ismer meg, mikor útbaigazítást kér. Minden előadáson jelen van és nagyon büszke a lányra. Sorának köszönhetően veszi feleségül Kate-t.
- Szinkronhang: Isizuka Jukinori (japán), James Reed Faulkner (angol), Presits Tamás (magyar)

### Leon Oswald
- Kor: 19 év
- Származás: Franciaország

Hihetetlenül tehetséges artista, azonban senki nem dolgozik vele sokáig, ugyanis mindenkinek, aki fellép vele, derékba töri a karrierjét (ezért a Halálisten nevet kapja). A partnereiben mindig a halott húga, Sophie tehetségét keresi és aki szerinte nem elég jó, azt tönkreteszi. Maynek is miatta sérül meg a válla. Ő készíti fel Sorát az Angyalok Tánca nevű manőverre úgy, ahogy a húgát képezték (ez a kiképzés borzalmas kínokkal jár), ám valójában azt reméli, hogy a lány feladja. Ám végül nem sikerül megtörnie Sorát (aki egyre jobban emlékezteti Sophie-ra, mivel ugyanaz az álmuk), és a lány kiállja a próbát. Leon az utolsó részben mindenért bocsánatot kér Soratól.
- Szinkronhang: Szakurai Takahiro (japán), Mike MacRae (angol), Varga Rókus[18] (magyar)

### May Wong
- Kor: 15 év (születésnap: május 5.)[17]
- Származás: Kína

Önmagát az "új Layla Hamilton"-nak képzeli (Layla a példaképe). A második évadban érkezik a Kaleido társulathoz, s mindent elkövet, hogy "legyőzze" Sorát. Régen műkorcsolyázó volt. Ő nyeri Leonnal a Cirkuszfesztivált. Sorát eleinte ki nem állhatta, de az lassan megkedveli a lányt és barátság alakul ki közöttük.
- Szinkronhang: Nakahara Mai (japán), Hilary Haag (angol), Vadász Bea (magyar)

### Marion Benigni
- Kor: 10 év (születésnap: február 14.)[17]
- Származás: USA
- Szinkronhang: Orikasza Fumiko (japán), Kim-Ly Nguyen (angol), Mánya Zsófia[18] (magyar)
- Leírás: Marion édesanyja, Cintia, pár éve a Kaleido társulat sztárja volt kiváló ugróasztali akrobataként. Azonban egy esés miatt súlyosan megsérült, később ennek következtében meghalt. Marion önmagát hibáztatja a történtek miatt, ugyanis a baleset napján betegen feküdt otthon. Azt hiszi, hogy édesanyja miatta nem tudott a mutatványra koncentrálni. Később, amikor a Dracula (Leon és May főszereplésével) előadás alatt Soráék gyermekeknek szánt műsort terveznek, Marion is részt vesz benne, mint ugróasztali akrobata. Ezek után már nem hibáztatja magát, és várja a napot, hogy jelentkezhessen a Kaleido társulatba.

### Jonathan
A kis fókabébi, akit Sora ment meg, és még a Főnököt is sikerül rávennie, hogy medencét építtessen neki, holott az egyik előadót Kalos egyszer csak azért rúgta ki, mert kutyát tartott. Marion érti, amit mond. Érdekes mozzanat a sorozat elején, hogy Kalos tartózkodik az állatos számoktól, ám később a kis fóka szerepeket kap előadásokban. Első „fellépése”: A Kis Hableány.

## Előadások, mutatványok

### Színpadi adaptáció
Rómeó és Júlia: A Shakespeare tragédiáján alapuló előadás kétszer kerül színpadra az animesorozatban. Legelőször Layla és Yuri főszerepében láthatjuk, amikor Sora csatlakozik a társulathoz, majd a Cirkuszfesztivál után visszatér May és Leon főszereplésével. Az eredeti előadás csúcspontja az Aranyfőnix mutatvány, amely világhírűvé tette Laylát a Cirkuszfesztivál megnyerése után, és amit Sorának egy hét alatt el kell sajátítania, ha bent akar maradni a társulatban. Maga a manőver a valóságban kivitelezhetetlen, ugrás közben ugyanis lehetetlen megfordulni, csak a trapézok közötti pörgés lehetséges. A Rómeó és Júlia újrafeldolgozásában Layla broadwayi kollégája, Cathy Taymor segített, de az Aranyfőnixet kivették az előadásból, és a jelmezeket is teljesen megváltoztatták. Érdekesség, hogy Sora egyik előadásban sem vesz részt: Layla idején a közönség soraiban ajándékokat osztogat, Leonék előadása alatt pedig a virágszirmok szórásában segédkezik a színpad felett.
Hamupipőke: Layla és Yuri főszereplésével kerül megrendezésre, amikor Sora már a társulat tagja. Mia kapja a tündérkeresztanya szerepét Layla mellett, azonban nem tudja tartani vele a tempót, ezért az az ötlete támad, hogy Sorával és Annával hárman játsszák el a tündéreket. Kitalálnak egy saját mutatványt, amit Tripla illúziónak neveznek el, és a lényege, hogy maguk után húznak egy lepelt, amit ugrás közben tök formájúra feszítenek ki. Kitűnő reflexekkel, idő- és egyensúlyérzékkel a mutatvány a valóságban is megvalósítható, azonban nem valószínű, hogy a lepel tök alakot ölt.
A kis hableány: Két feldolgozásban kerül színpadra A kis hableány: még Sora csatlakozása előtt Layla kapta a főszerepet, aki a kecses, hibátlan előadásával könnyre fakasztotta a közönséget. Ezúttal Sora kapja meg a főszerepet, és megpróbálja a saját jellemére formálni az előadást, hogy a közönség elégedetten és boldogan távozzon. Átírják az utolsó jelenetet, amikor a hableány visszatér a tengerbe, és egymaga a hajóról a tengerbe veti magát, Sora ugyanis nem érti, hogy mondhatott le a lány a hercegről, ha annyira szereti, hogy még a hangját is hajlandó volt eladni azért, hogy emberré válhasson és vele lehessen. Andersen meséjében a hableányokat sellőknek hívják, akik igéző hangjukkal megbűvölik és biztos halálba csábítják a tengerészeket. A történet szerint azonban a herceg apja parancsára eljegyzi a királylányt, a hableány viszont nem tudja tudtára adni a szerelmének, ez mennyire fáj neki, mivel néma. Az új feldolgozásban Sora megküzd a királylánnyal a szerelméért, a végén pedig magával viszi a mélybe, így a hercegnek eszébe jut, ki mentette meg az életét, és boldogan élnek, míg meg nem halnak. Kalos még arra is gondolt, hogy megváltoztathatnák az előadás címét: A kis hableány, aki a saját útját járja.
Az Ezeregyéjszaka meséi: Az előadás valamelyik Tengerésztörténet egyikén alapul, zárójelenete és csúcspontja ugyanis egy kötéltánc, ahol Layla, a főszereplő, egy lángoló és mozgó kalózhajó felett küzd meg a banditával, Sorával. A producer, Kenneth úr külön kérése volt, hogy a bandita szerepét Sora kapja. A forgatókönyv szerint Layla lefegyverzi és legyőzi a banditát, Sora azonban az előadás végén véletlenül megcsúszik és leesik a kötélről. Layla megmenti. A közönségnek annyira tetszik ez a zárás, hogy beleveszik a darabba.
Drakula: A Drakulát általában horrorként tartják számon, pedig egy szép szerelmi szál is fut benne. Mina Murray szerepéért Sora mellett May is csatába száll, és javasolja, hogy vigyék át az egész darabot jégre. Kettejük párbajából végül May kerül ki győztesen, Leon őt választja partneréül, Sora csak egy kisebb mellékszerepet kap. A műsor fő eleme a Démonspirál, a May által kifejlesztett mutatvány, amivel megnyerik később a Cirkuszfesztivált. A manőver lényege, hogy az artista olyan szemmel követhetetlen gyorsasággal, átláthatatlanul pörög-forog a levegőben, hogy a partnerének igazi kihívás elkapni. Ehhez nagy erő szükséges, és bár jóval lassabban, de a valóságban is kivitelezhető a mutatvány, ellenben a trapézok nem lehetnek egy szintben, mivel a gravitáció lehúzza az akrobatát.
A hattyúk tava: Az anime feldolgozása kisebb változtatásokkal hűen követi a balett cselekményét, itt azonban Odette-et és Odile-t két külön előadó, Sora és May formálja meg (a balettben a két főszereplőt ugyanaz a táncos játssza). A hattyúk tava egy tragikus szerelmi történet, melyben Odette és Odile ugyanabba a hercegbe szeretnek bele. Mia feldolgozásában Odette testesíti meg a szerelmet, Odile pedig a gyűlöletet, ami a féltékenységből táplálkozik. Odette-nek nem csak Odile, hanem a saját szíve ellen is harcolnia kell, mert egy része már nem biztos benne, hogy a herceg viszont szereti. Odile elcsalja a herceget egy sötét erdőbe, hogy elszakítsa a szerelmétől, de Odette észreveszi Odile szívében a vívódást. Odette a darab végén rájön, hogy Odile a saját szívének egy darabja, amely a herceg iránt érzett szerelmét gyűlölettel fejezi ki. Rosetta kapja a tündér szerepét, aki visszavezeti Odile-t a helyes útra, így Odette és Odile szíve egyesülhet, és együtt szerethetik a herceget. Ezt az Örök illúzió nevű mutatvány szimbolizálja, amit May és Rosetta együtt találtak ki. Az utolsó jelenet az Angyalok tánca, a legendás mutatvány, ami képes igazi sztárt teremteni. Leon és húga, Sophie megpróbálták elsajátítani, ám tragédiához vezetett. Layla is megtanulta a mutatványt, hogy megküzdhessen Sorával Odette szerepéért, végül azonban Sora mutatja be. Az artista a valóságban is képes lehet pár másodpercig lebegni, csak egyensúly és remek tartás kell hozzá, és egy partner, aki a lendületet adja. Az Angyalok tánca fejezi ki, hogy Odette elfogadja Odile gyűlöletét, és tiszta szeretetté változtatja azt.
Alice Csodaországban: Amikor gyerekek voltak, Sorára és Laylára nagy benyomást tett ez a darab: az Alice Csodaországban volt az első műsor, amit a Kaleido színpadon láttak, és ekkor vált mindkettejük álmává, hogy artisták akarnak lenni. Az előadásban Donna Walker játszotta Alice-t, Sora és Layla számára ő egyaránt nagy példakép, azonban korán visszavonult az akrobatikától, mert nem bírta tovább a rivaldafényt, az áskálódást és a nyomást. Azóta kutyakiképzőként dolgozik, és az ő segítségével talál rá Sora a saját angyalára.

### Saját darabok
Szabadság: Yuri árulása miatt csak egy maréknyi artista maradt a csőd szélére kerülő Kaleido társulatnál, Mia ebből meríti első önálló forgatókönyvét. Mentora ebben a híres Simon Park. A történet két rivális bandáról szól, akik egyeduralomra törekednek Sora és Layla vezetésével. A két bandavezér valaha jó barátok voltak, akik az idő múlásával elhidegültek egymástól, de évek múltán rájönnek, hogy a jelenlegi életük sokkal rosszabb, mint volt, mert a folyamatos harc csak fájdalmat szült, ami ellen mindig is küzdöttek. Mivel nem tudtak felülkerekedni egymáson, kénytelenek voltak megbékélni, és elérhették a vágyott szabadságot. Ezzel a műsorral ideiglenesen sikerül megmenteniük a cirkuszt.
Diabolopárbaj: A vendégszereplőként meghívott Rosetta és Sora közös előadása, melyben a világhírű diabolóbajnok és egy amatőr mérik össze a tudásukat diabolóban két lengő színpadon. Kalos a közös előadást szabta feltételül ahhoz, hogy Rosetta a társulatnál maradhasson. A lány annyira belefásult a diabolózásba, hogy a közönségét untatta az előadása, ezért Kalos ki akarta őt rúgni; Sora végül felajánlotta, hogy segít kihozni a lányból a maximumot, ha kaphat még egy esélyt. Az előadás Rosetta győzelmével és a közönség elismerésével zárul. Rosetta és Sora itt kötnek szoros barátságot, amely kiemelkedő szerepet kap a későbbiek során.
Salome Vegasban: Salome, a las vegasi nő egy gazdag, idős férfi, Heron szeretője. Heron imádja Salomét, minden vágya, hogy táncolni lássa, de a lány szíve valójában egy Johan nevű, fiatal férfié. Heron Saloméért, Salome Johanért epekedik, aki azonban visszautasítja a nőt. Mérgében Salome ellejt egy táncot Heronnak, ám cserébe azt kéri, Heron ölje meg Johant. Salome ridegen végignézi, ahogy szeretője lelövi szerelmét, majd megcsókolja a haldokló férfit. A darabot Cathy rendezte, de Layla meghívta Sorát vendégszereplőként, hogy feltüzelje a közönséget a legfontosabb jelenetben, Salome tánca alatt. Azonban May váratlanul megjelenik a Broadwayen, és követeli, hogy őt válasszák Layla partneréül Sora helyett. Cathy érdekesnek találja kettejük rivalizálását, így mindkét lányt beveszi a darabba. Sora fontos tanácsokat kap Laylától az előadás után, valamint Layla rájön, hogy még mindig látja Fantomot.
Gyerekszínpad: A színpad futó előadása, a Drakula megrémiszti a gyermekeket, csak a felnőttek tudják élvezni a darabot, ezért Sora kitalálja, hogy hozzanak létre egy gyerekműsort, amit a fiatalabb korosztály is élvezhet. Ehhez kiépítenek Jonathan úszómedencéje körül egy speciális színpadot. Leon megtiltja Sorának, hogy ilyesmire pazarolja az idejét, de a lány szembeszáll vele, és barátai, Anna, Mia, Rosetta és Sarah segítségével megvalósítják Marion édesanyjának műsortervét. Marion anyja világhírű ugróasztal-akrobata volt, azonban az egyik előadáson baleset érte és meghalt. Az volt az álma, hogy lányával együtt egy közös műsort hozzanak létre. Ennek terveit átültetik a Gyerekszínpadba, és anyja szerepére Marion Sorát kéri fel. A közös produkciójuk az ugróasztalon nagy sikert arat a közönségnél.
Kenneth autóbemutató: A Kaleido színpad egyik részvényese, Kenneth úr felkéri a társulatot, hogy készítsenek egy megnyitóműsort a Kaleido Mobil autóbemutatójához. Kenneth úr Leon sérülése miatt szabott biztonsági intézkedései azonban ellehetetlenítik egy látványos műsor kivitelezését. Sora kreativitása megoldja a nehézségeket, May mosolyra fakad, Ken életében először színpadra lép, és végre Rosetta is szerepelhet a trapézokon. A műsor után Sora meglátogatja Leont a kórházban, hogy beszámoljon neki a megnyitó sikeréről.

## Epizódok

### 1. évad
| #  | Epizód címe                                                                           | Első japán sugárzás  | Első magyar (A+) sugárzás |
| -- | ------------------------------------------------------------------------------------- | -------------------- | ------------------------- |
| 1  | Baljós kezdet My Amazing Stage Debut! (初めての! すごい! ステージ)                    | 2003. április 3.     | 2006. február 18.         |
| 2  | Merész húzás My Amazing & Lonely Challenge! (孤独な すごい チャレンジ)                | 2003. április 17.    | 2006. február 19.         |
| 3  | Szép remények The Amazing Distant Stage (遠い すごい ステージ )                       | 2003. április 24.    | 2006. február 25.         |
| 4  | A nagy mutatvány Try Hard & You'll Get an Amazing Chance (がんばれば すごい チャンス) | 2003. május 1.       | 2006. február 26.         |
| 5  | Nehéz döntés My Amazingly Distant Family (いつも すごい 遠い家族)                     | 2003. május 5.       | 2006. március 4.          |
| 6  | A fókabébi The Amazing Seal (小さくて すごい オットセイ)                              | 2003. május 8.       | 2006. március 5.          |
| 7  | A szomorú bajnok The Amazing Girl Who Doesn't Smile (笑わない すごい 少女)            | 2003. május 15.      | 2006. március 11.         |
| 8  | Álarc mögött An Amazing Star Even in Tough Times (つらくても すごい スター )          | 2003. május 22.      | 2006. március 12.         |
| 9  | Bénító félelem My Amazing Challenge for the Lead Role (主役への すごい 挑戦)          | 2003. május 29.      | 2006. március 18.         |
| 10 | A kis hableány Facing an Amazing Wall (主役への すごい 壁 )                           | 2003. június 5.      | 2006. március 19.         |
| 11 | Szomorúan vidám az élet Anna's Not so Amazing Father (アンナの すごくない お父さん)   | 2003. június 12.     | 2006. március 25.         |
| 12 | Kötéltánc An Amazingly Hot New Production (熱い すごい 新作 )                         | 2003. június 19.     | 2006. március 26.         |
| 13 | Viharos kiképzés The Amazing Competition Calls Up a Storm (嵐を呼ぶ すごい 競演)      | 2003. június 26.     | 2006. április 1.          |
| 14 | A vándorcirkusz Mysterious Amazing Circus (怪しい すごい サーカス)                    | 2003. július 3.      | 2006. április 2.          |
| 15 | Szerelmi háromszög The Diva's Amazing Love (歌姫の すごい 愛)                         | 2003. július 10.     | 2006. április 8.          |
| 16 | Versengés An Amazing Sinister Rumor (黒い すごい 噂)                                  | 2003. július 17.     | 2006. április 9.          |
| 17 | Vakmerő mutatvány Fire It Up! Amazing Mia (燃えろ! すごい ミア)                       | 2003. július 24.     | 2006. április 15.         |
| 18 | A csapda Yuri's Amazing Trap (ユーリの すごい 罠)                                     | 2003. július 31.     | 2006. április 16.         |
| 19 | Új családtag Amazing Family Ties (家族の すごい 絆)                                   | 2003. augusztus 7.   | 2006. április 22.         |
| 20 | Az új csapat An Amazing Change From Zero To Hero (ゼロからの すごい スタート)         | 2003. augusztus 14.  | 2006. április 23.         |
| 21 | A rejtélyes álarcos The Amazing Mystery Star (謎の すごい 仮面スター)                 | 2003. augusztus 21.  | 2006. április 29.         |
| 22 | Leleplezés The Amazing Resolve Beneath The Mask (仮面の下の すごい 覚悟)              | 2003. augusztus 28.  | 2006. április 30.         |
| 23 | A legendás manőver The Legendary Amazing Maneuver (幻の すごい 大技)                  | 2003. szeptember 4.  | 2006. május 6.            |
| 24 | Kifulladásig The Amazing Intensive Training Continues (まだ続く すごい 特訓)          | 2003. szeptember 11. | 2006. május 7.            |
| 25 | Valamit valamiért An Amazing Bond (ふたりの すごい 絆)                                | 2003. szeptember 18. | 2006. május 13.           |
| 26 | A nagy attrakció An Amazing Comeback (傷だらけの すごい 復活)                         | 2003. szeptember 25. | 2006. május 14.           |

### 2. évad
| #  | Epizód címe                                                                                      | Első japán sugárzás | Első magyar sugárzás |
| -- | ------------------------------------------------------------------------------------------------ | ------------------- | -------------------- |
| 27 | Út a csúcsra (1. rész) Amazing Prologue to Stardom (Part 1) (スターへの すごい プロローグ(前編)) | 2003. október 4.    | 2006. május 20.      |
| 28 | Út a csúcsra (2. rész) Amazing Prologue to Stardom (Part 2) (スターへの すごい プロローグ(後編)) | 2003. október 11.   | 2006. május 21.      |
| 29 | Az új vetélytárs An Amazing New Rival ( 新しい すごい ライバル)                                  | 2003. október 18.   | 2006. május 29.      |
| 30 | A bajnok visszatér The Amazing Newcomer (もう一人の すごい 新人 )                                | 2003. október 25.   | 2006. május 30.      |
| 31 | A makacs ellenfél The Amazing Passionate Rival (情熱の すごい ライバル)                          | 2003. november 1.   | 2006. június 3.      |
| 32 | Párbaj a jégen Amazing Match On Ice (氷の上の すごい 対決)                                       | 2003. november 8.   | 2006. június 4.      |
| 33 | A kis tanítvány Amazing Rosetta of Sweat and Tears (汗と涙の すごい ロゼッタ)                    | 2003. november 15.  | 2006. június 10.     |
| 34 | Vendégszereplés The Ever Amazing Miss Layla (やっぱり すごい レイラさん)                         | 2003. november 22.  | 2006. június 11.     |
| 35 | A gyereksztár Marion's Amazing Debut (マリオンの すごい デビュー)                                | 2003. november 29.  | 2006. június 17.     |
| 36 | Bátorsági próba Amazing Training With Leon (レオンとの すごい 特訓 )                             | 2003. december 6.   | 2006. június 18.     |
| 37 | Váratlan fordulat The Two Amazing Demons (二人の すごい 悪魔)                                    | 2003. december 13.  | 2006. június 24.     |
| 38 | Angyalok tánca Amazing Angelic Counterattack (天使の すごい 反撃)                                | 2003. december 20.  | 2006. június 24.     |
| 39 | A cél szentesíti az eszközt Cruel Amazing Festival (惨酷な すごい 祭典)                          | 2003. december 27.. | 2006. június 25.     |
| 40 | Újra otthon Amazing and Sad Homecoming (絶望の すごい 帰国)                                      | 2004. január 10.    | 2006. június 25.     |
| 41 | Újrakezdés My Amazing Fresh Start (再出発の すごい 決意)                                         | 2004. január 17.    | 2006. július 1.      |
| 42 | A jégszív titka An Amazingly Humiliating Performance (屈辱の すごい 共演)                        | 2004. január 24.    | 2006. július 1.      |
| 43 | Kalandos leánykérés Mr. Policeman's Amazing Proposal (ポリスの すごい プロポーズ)                | 2004. január 31.    | 2006. július 2.      |
| 44 | A mosoly ereje Launching An Amazing Smile! (笑顔の すごい 発進!)                                 | 2004. február 7.    | 2006. július 2.      |
| 45 | Párizsi kiruccanás Leon's Amazing Past (レオンの すごい 過去)                                    | 2004. február 14.   | 2006. július 8.      |
| 46 | Régi tartozás The Amazing Fated Duel (宿命の すごい 決斗)                                        | 2004. február 21.   | 2006. július 8.      |
| 47 | Angyali szív Flight of the Amazing Angel (舞い降りた すごい 天使)                                | 2004. február 28.   | 2006. július 9.      |
| 48 | A konok hattyú The Amazing Injured Swan (傷ついた すごい 白鳥)                                   | 2004. március 6.    | 2006. július 9.      |
| 49 | Mindent a győzelemért Our Amazing Futures (ひとりひとりの すごい 未来(あした))                   | 2004. március 13.   | 2006. július 15.     |
| 50 | Az utolsó csata A Most Amazing and Inescapable Showdown (避けられない ものすごい 一騎討ち)       | 2004. március 20.   | 2006. július 15.     |
| 51 | Hajnali csoda To the Amazing Promised Place (約束の すごい 場所へ)                               | 2004. március 27.   | 2006. július 16.     |

## Médiamegjelenések

### Anime
Az anime első évada a Funimation által jelent meg az Egyesült Államokban Kaleido Star címmel 2010-ben. A 26 rész egy 4 lemezes pakkot kapott különböző extrákkal, úgy mint előzetesekkel, felirat nélküli, tiszta nyitó- és záródallal, és a 25. rész angol nyelvű audiokommentárjával Cynthia Martinez (Sora hangja) és Sandra Krasa (Layla hangja) jóvoltából. A második évadot az A.D. Vision (vagy ADV Films) jelentette meg 2007-ben, 5 lemezen Kaleido Star New Wings: True Star Collection címen. A DVD az első OVA-t, A szomorú hercegnőt is tartalmazza. A Section23 Films 2004-től 2006-ig 6 darab 100 és 125 perces DVD-t adott ki az első évadról (1-26. rész) Kaleido Star, illetve Kaleido Star: New Wings címen.
Magyarországon először az A+ vetítette 2006. február 18. és 2006. július 16. között, majd rövidesen az RTL Klub Kölyökklub műsorblokkjában is látható volt, később pedig az Animax és az AXN Sci-Fi is sugározta. Az első két OVA rögtön az animesorozat befejezése után látható volt: az első Kaleido Star: A szomorú hercegnő címmel 2006. július 16-án, mint 52. epizód, a második pedig Kaleido Star: A feltámadt főnix címmel, 2006. július 22–23-án – két részre vágva –, mint 53. és 54. epizód került levetítésre a televízióban. A harmadik OVA-t nem mutatták be Magyarországon.

### Zenék
Opening (nyitódalok)
1. Sugar: Take it, shake it (1-13. rész)
Dalszöveg: Aszakura Kjoko
Zene: Kikucsi Szó
Hangszerelés: Murajama Sinicsiró
Zenei produkció: Hori Pro Inc.
2. Jonekura Csihiro: Jakuszoku no baso e (14-26. rész)
A zenét és a dalszöveget Jonekura Csihiro szerezte.
3. r.o.r/s: Tattoo Kiss (27-51. rész)
Dalszöveg: Mizue
Zene: Dream Field
Hangszerelés: Tanabe Kendzsi
4. Hirohasi Rjó és Mizuhasi Kaori: Blanc et Noir
A szomorú hercegnő című OVA zenéje.
5. Óhara Szajaka: Ray of Light
A feltámadt főnix című OVA zenéje. A dalszöveg és a hangszerelés Macuura Juki munkája, a zenét Kubota Mina szerezte.
Ending (záródalok)
1. Sugar: Real Identity (1-13. rész)
Dalszöveg: Aszakura Kjoko
Zene: Siraisi Szatori
Hangszerelés: Murajama Sinicsiró
2. Sophia: Boku va koko ni iru (14-26. rész)
A dalszöveget és a zenét Macuoka Micuru szerezte. Közreműködött: Toy’s Factory.
3. r.o.r/s: Escape (27-50. rész)
Dalszöveg: Mizue
Zene és hangszerelés: Tanabe Kendzsi
4. Jonekura Csihiro: Jakuszoku no baso e (51. rész)
5. r.o.r/s: Tattoo Kiss (A szomorú hercegnő OVA)
6. Óhara Szajaka: Golden Phoenix ~Nando demo~ (A feltámadt főnix OVA)
Dalszöveg: Kaleido Stage
Zene és hangszerelés: Szakimoto Hitosi
Betétdal
- Óhara Szajaka: Ray of Light (50. rész)

### Manga
2007. február 19-én jelent meg a Sónen Fang áprilisi számában, Kaleido Star ~Wings of the Future~ címmel. A mangaka neve ismeretlen. A sorozat csak öt fejezetet élt meg, mivel a magazin 2007 szeptemberében megszűnt.
A történet tizenöt évvel az animesorozat után játszódik, és Sora mostohahúgáról, Juméról szól. Mivel Sora ismeretlen okokból évek óta nem látogatta meg a családját Japánban, Jume abban a reményben, hogy találkozhat a nővérével úgy dönt, csatlakozik a Kaleido Színpadhoz. A manga számos új karakter bemutatása mellett felvonultatja a régi szereplőket is: Yuri Killian, May Wong, Ken Robbins, Marion Benigni, Mia Guillem, Rosetta Passel, Jonathan és Jean Benigni is visszatér.

### Regény
A sorozathoz kapcsolódóan megjelent egy regény is Mr. Policeman's Amazing Wedding (ポリスの すごい 結婚式; Poriszu no szugoi kekkonsiki; Hepburn: Porisu no sugoi kekkonshiki, ’Rendőr bácsi lenyűgöző esküvője’) címmel 2006. február 10-én.
A Kaleido Starhoz még egy rádióműsor is készült.

## Érdekességek

### Szakmai támogatás
Szató Dzsúnicsi az anime elkészítéséhez, a mutatványok hitelességéhez szakmai segítséget kért Kobajasi Diótól (小林睦史; Hepburn: Atsushi "Dio" Kobayashi; Isikava prefektúra, 1972. augusztus 28. –), akit Japán egyetlen világszintű cirkuszi művészeként tartanak számon. Levélben kérte fel a cirkuszi munkája miatt állandóan utazó férfit, aki egyből belement. Kobajasi tanácsadóként hozzájárult a sorozat szakmai hitelességéhez, valamint animekarakterként is szerepet kapott: róla mintázták Diót, egy vándorcirkusz fiatal és jóképű akrobatáját, aki Sora párját alakítja a forgatókönyv szerint a műsorban (a 14., 20. és 51. epizódban is látható). Kobajasi úgy nyilatkozott: „Én inkább iránymutató vagyok, mint tanácsadó.”

### Fantom jóslatai
- „Lefordított Harci Fogat. Ez a lap azt jelenti, hogy bármilyen keményen is hajtasz, a végén vereséget fogsz szenvedni.”[43]
- „A Bukott Csillag, ez nem jelent jót.”[22]
- „A Mágus, lefordítva. Ez a kártya arról mesél, hogy az út, amin elindultál reménybeli célod felé, nem vezet sehová, ezért másik ösvényre kell lépned, vagy magadnak kell saját utat törnöd.”[44] („Azt jelenti, hogy mindenedet elveszíted, ha másnak akarsz látszani, mint ami vagy.”)[45]
- „A Bátor Csillag, reményt hoz.”[22]
- „A Hold. Háborgó érzelmek, de amint vége lesz, kitisztul az elméd.”[46]
- „A Felakasztott Mágus. Ez azt jelenti, hogy áldozatot kell hozni.”[47]
- „A Szerencsekerék. Valakinek nagy szerencséje lesz.”[48]
- „Ördög. Azt jelenti, hogy nagyon meg kell dolgoznod a sikerért.”[49]
- „Ez a Felakasztott Hős. (...) Szembe kell nézned a félelmeiddel.”[50]
- „A Hold most fejjel lefelé van. Ilyenkor azt jelenti, hogy ma este valaki végre beismeri a hibáit, és elkezd a jó úton haladni.”[51]
- „Az Áldozat. Elég egyértelmű. Nem buli.”[52]
- „A Bolond. Egy kicsit hasonlít rám, nem? Azt jelenti, hogy rugalmasnak kell lenned, különben nem fogod elérni a célodat. Soha.”[53]
- „A Halál. A vég küszöbén vagyunk... vagy.”[54]
- „A Nap. Ez azt jelenti, hogy reménnyel kell várnod a holnapot.”[55]
- „A Császárnő kártyalap. Néha új élet kezdetét jelenti.”[56]
- „A Harci Szekér. Új lehetőségek, de csak azé, aki megragadja.”[57]
- „A Mágus fejjel lefelé. Ez csapdát jelent.”
- „A Halál. Egyikőtök biztosan rajta vesztene. Vagy mindkettőtök.”[58]
- „A Császárnő fejjel lefelé van, ami azt jelenti, hogy a sors még tartogat számotokra egyet s mást.”[59] (Egy másik részben: Nehézségeket vetít előre.)
- „A Hold. Gondoltam. Felszínre bukkannak a kétségek.”
- „A Bolond, amely a korlátlan lehetőségeket vetíti előre. Ilyen nagy tettekre csak azok lehetnek képesek, akik meg tudják ragadni a lehetőséget.”[60]

## Fogadtatás
A Kaleido Start általában pozitívan fogadták a kritikusok, a legtöbb elismerést az első évad kapta. „A Kaleido Starban nincs vér, csaták vagy mágia, mégis kivételesen lenyűgöző történet.”, írja a Mondo magazin. „A legtöbb műsor kész színdarab, ahol az akrobatika mellett komoly szerepe van a történetnek, a díszletnek, a cirkuszi kellékeknek, és a fények különös játékának.”

### Első évad
Az első évadot tekintve az Anime News Network úgy illette a sorozatot, mint „szívmelengető és cukormázas, mégsem hízunk el tőle”, és dicsérte a szeijúk munkáját, különös tekintettel Hirohasi Rjóra (Sora japán hangja) és Kojaszu Takehitóra (Fantom japán hangja). Az anime DVD kapcsán is megjegyezték Kojaszu teljesítményét, valamint az animáció minőségét az előadások és mutatványok jeleneteiben, és az utolsó epizódban kiteljesedett csúcspontot. „...egy rendkívüli sorozat minden korosztály számára”, így jellemezte a sorozatot Mike Lewis az Underland Online-on.

### Második évad
Annak ellenére, hogy bekerültek újraismétlődő epizódok, az Anime News Network pozitív véleménnyel van a Kaleido star második évadjáról. Míg bírálták a történetet, úgy mint „egyenesen egy sódzso dráma forgatókönyvéből jött”, összességében dicsérték a látványt: „messze a legjobb dolog a Kaleido Starban a lenyűgöző animáció és a produkciók értéke. A cirkuszi jelenetek vadul eredetiek, és néha lélegzetelállítók; az animáció minősége egyáltalán nem romlott a második évadban.” Cynthia Martinez szintén elismerést nyert fejlődő teljesítményéért, Sora alakításáért. Az Anime Advanced nagyon dicsérte: „A Kaleido Star megkapja tőlem a lehető legnagyobb ajánlásom. Ez egy show, amiből álmok születnek.”
A sorozat összefoglalójaként Chris Beveridge, az Anime On DVD munkatársa azt mondta: „A Kaleido Star összességében egy nagyszerű sorozat némileg gyenge második évaddal, ami igazán nem siette el, hogy megtalálja a saját hangját. Ez még mindig egy olyan sorozat, amit nagyon könnyű ajánlani bárkinek, és nagyon érdemes megmutatni a fiatalabb közönségnek.” Holly Ellingwood az ActiveAnime-től megjegyezte, „A finálé jó hangulatú és kiteljesedett”, és úgy foglalta össze a sorozatot, hogy „egy anime, amit tiszta élvezet nézni. Szívderítő; a Kaleido star egy pezsdítő sorozat, ami egyszerre inspiráló és figyelemre méltó.”

### Extra
Az Anime On DVD úgy nyilatkozott a sorozat OVA-járól, hogy „egy szép munka, és a legjobb módja annak, hogy egy kicsit kizárd a világot, mivel sokkal inkább a komédiára és a karakterek könnyedebb oldalára orientálódik... Ez egy jó kis önálló történet, ami a sorozat utolsó epizódjához erősen hasonló stílusban játszódik, de nem jár vele annyi szorongás és nehézség. Megnevettet, és tényleg mosolyogni fogsz a lemez végén.”

## Fordítás
Ez a szócikk részben vagy egészben  a   Kaleido Star című angol Wikipédia-szócikk ezen változatának fordításán alapul.  Az eredeti cikk szerkesztőit annak laptörténete sorolja fel. Ez a jelzés csupán a megfogalmazás eredetét és a szerzői jogokat jelzi, nem szolgál a cikkben szereplő információk forrásmegjelöléseként.